# 河井リツ子
河井 リツ子（かわい リツこ、本名：河井 律子、1964年3月3日 - ）は、日本の漫画家。女性。大阪府豊中市出身。嵯峨美術短期大学卒業。2013年よりその事実上の後身校である京都嵯峨芸術大学客員教授に就任。
テレビアニメ版『とっとこハム太郎』の主題歌は、河井が鼻歌で歌いメロディを作り上げたものである。

## 略歴
1981年、『あなたにお似合いよ』が第1回ギャグまんが大賞受賞を受賞し、『ハローフレンド』（講談社）1982年1月号に掲載され、河井律子名義でデビュー。同誌や『少女フレンド』（同）の増刊などで活動。
1988年、『ぴょんぴょん』（小学館）で『ウルトラまりりん』（監修：円谷プロ）を連載。以後、主に小学館で活動している。
1996年、『マリオとドンキー』を出版。
1997年、小学館の『小学二年生』にて『とっとこハム太郎』を連載開始。

## 作品リスト

### 連載

#### 河井律子名義
- あっぷるファミリー（『ハローフレンド』1983年1月号 - 1983年8月号）

#### 河井りつ子名義
- ウルトラまりりん（監修：円谷プロ、『ぴょんぴょん』Vol.5（1988年10月発行） - 1989年6月号）
- なんでも♥アリス（『ぴょんぴょん』1990年11月号 - 1992年10月号→『ちゃお』1992年11月号 - 1993年12月号）
- ドラキュラっ娘マドンナ ちーくれまっか伝説（『ちゃお』1994年1月号 - 1995年）
- マリオとワリオ（原作：富田祐弘、『小学一年生』1993年9月号 - 1994年3月号）
- マドンナちゃん（『小学一年生』1994年4月号 - 1995年2月号）
- マリオとドンキー大ぼうけん（原作：富田祐弘、『小学一年生』1995年4月号 - 1998年3月号）
- マリオのぼうけんランド（原作：富田祐弘、『小学一年生』1998年4月号 - 1999年1月号）
- ミルキィベビー（原作：富田祐弘）
- 夢色ムーンラブ
- SAKURA♥
- とっとこハム太郎シリーズ

#### りっち名義
- ゆでたてたまごっち（『ちゃお』）
- だいすきたまごっち（『小学四年生』、『小学五年生』、『小学六年生』）

### 読み切り

#### 河井律子名義
- あなたにお似合いよ（『ハローフレンド』1982年1月号）
- がまんしてるのよっ（『ハローフレンド』1982年3月号）
- ふん!負けないわよっ（『ハローフレンド』1982年5月号）
- もらってチョ!（『少女フレンド』1982年増刊）
- 泣けてきちゃうよっ（『ハローフレンド』1982年7月号）
- 燃えちゃったのよっ（『ハローフレンド』1982年8月号）
- キャンディーちい子（『少女フレンド』1982年増刊、『ハローフレンド』1982年9月号）
- あせっちゃう17歳（『ハローフレンド』1982年10月号）
- たべちゃヤーヨ!（『少女フレンド』1983年増刊）
- あほだらクラブ（『ハローフレンド』1983年10月号）
- 恋してませませ!（『ハローフレンド』1983年12月号）
- たこやき物語（『少女フレンド』1984年増刊）
- たまご1パックバスツアー（『ハローフレンド』1984年9月号）
- みにくいクリの子（『ハローフレンド』1984年10月号）
- スーパーパン（『少女フレンド』1984年増刊）
- ギョーザのぎょんべえ（『少女フレンド』1984年22号）
- 涙のしゅうまい太郎（『ハローフレンド』1984年12月号）
- 闘魂かがみもち三兄弟（『ハローフレンド』1985年2月号）
- ホカマン愛の一本勝負（『ハローフレンド』1985年4月号）
- 星空のくりちゃん（『少女フレンド』1985年増刊）
- はずんでひよこちゃん（『ハローフレンド』1985年5月号）
- くいしんぼトコちゃん（『ハローフレンド』1985年8月号）
- その日とつぜんめざめたの（『ハローフレンド』1985年10月号）
- 愛の合体戦士まみあーず（『ハローフレンド』1986年10月号）